# アンナビー・ユーシュア
アンナビー・ユーシュア (アラビア語: النبي يوشع) はサファドの北東17キロに位置する標高375メートルのガリラヤの小さなパレスチナ人の村である。1923年から1948年にかけてイギリス支配下のイギリス委任統治領パレスチナの一部となり、第一次中東戦争の際に無人化させられた。村は森に囲まれ、フラ渓谷を見下ろしている。

## 歴史
18世紀遅くにアル＝グルとして知られる一家が 宗教的献身行為としてナビー・ユーシュア（預言者ヨシュア）の廟を建てた。それはモスクと、訪問者の建物を含んでいた。「廟の従僕」とも呼ばれた一家はおよそ50名であり同地に入植した。彼らは廟周辺の土地を耕し、その結果土地は村へと発展していった。
1851年から1852年にかけてチャールズ・ウィリアム・メレディス・ファンデヴェルデはアンナビー・ユーシュアのワリーとのテレビンの古木について記している。
1863年にはヴィクター・ゲリンがこの地域を訪れ、アンナビー・ユーシュアに住む人々はメタワリー（レバノンのシーア派）であると記した 。
1881年には、パレスチナ探検基金による西パレスチナ調査は、近くのカダスからシーア派がヨシュアの名を崇めるためにやってきたと記した。
（レバノンの村）ラシャヤ・アルファハールの焼き物が村で見つかっている。

### イギリス委任統治期
第一次世界大戦終結時は、フランス統治下にあった。そして1920年の英仏間の境界協定に基づき、レバノン領となった 。1921年のフランスによる人口センサスの時点で、村民はレバノンの市民権を与えられた。しかしながら、1920年の協定により設立された境界委員会は国境を動かし、村をパレスチナ側にした。管理支配のイギリス当局への委譲は、1924年まで終了しなかった。
イギリス委任統治期間中、イギリスは村に警察署を建てた。その全員がシーア派ムスリムである、アンナビー・ユーシュアの人びとは、毎年イスラム暦のシャアバーン月の15日に、巡礼(マウシム)を行っていた。村のマウシムは、パレスチナ南岸のアンナビー・ルービン（ヤコブの子ルベン）村の祭礼に似ていた。
1931年のパレスチナ人口センサスでは、村には12世帯52名の住人がいた1945年の村落統計では70名に増え、。そして1948年に無人化させられた時は、18世帯81名がいた。村は3617ドゥナムの面積を占め、公共財産以外の土地はすべて私的財産だった。1944年から45年にかけて村は640ドゥナムを穀物生産に用い、他方16ドゥナムを集落の用地としていた。

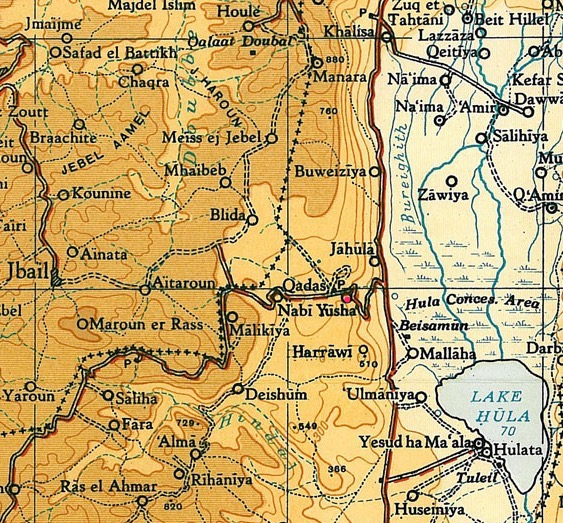
アンナビー・ユーシュアの25万分の1地図。1945年

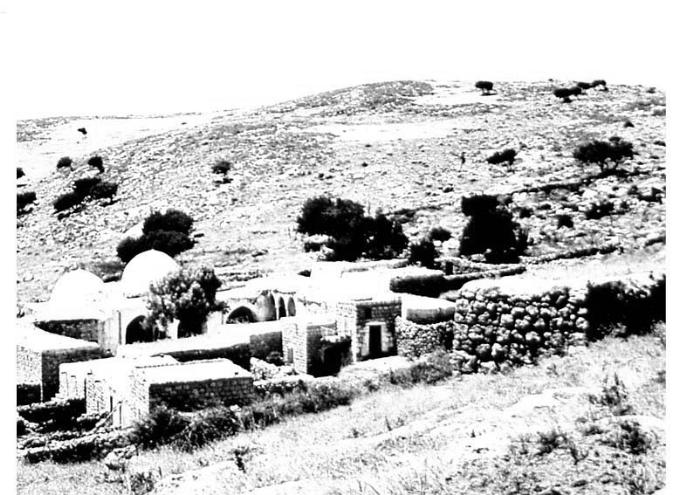
1948年の村

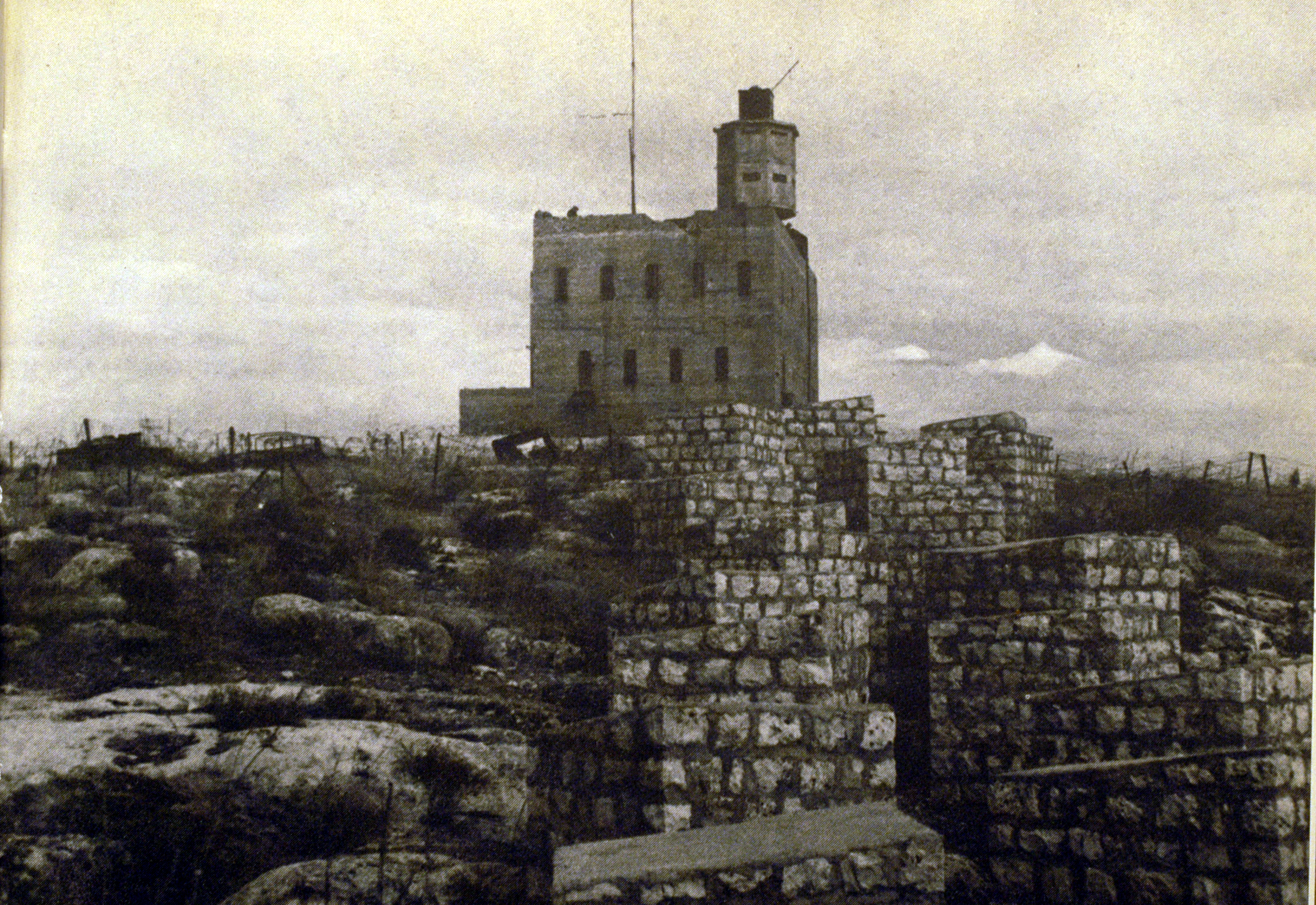
1948年の、村の要塞化された警察署

### 第一次中東戦争（ナクバ）とその後
5月16日アンナビー・ユーシュアは、後に主要なイスラエル人人物となるイーガル・アロン率いるイスラエル軍によるイフタフ作戦（開通作戦）により、無人化させられた。住民のほとんどはレバノンかシリアの難民キャンプという結末を迎えた。1998年時点で、アンナビー・ユーシュアからの難民の子孫の数は499名と見積もられていた。
村の南に1945年に創設されたモシャヴのラモット・ナフタリは、1948年以来村の土地を包含することとなった。モシャヴはマッラーハ村（同じく無人化された）との村境に近い位置にある。
パレスチナ人の歴史家ワリード・ハーリディーは村の跡について1992年にこう述べている「鉄条網で囲まれた村の土地は、瓦礫の下にあり、アクセスが非常に難しくなっている。しかし、村の跡だという証拠が複数ある。家の欠片、村の墓地の墓、そして預言者ユーシュア廟だ。2つのドームと廟主要部へのアーチを使った玄関はいまだ健在だ。だが付属の厚い石壁の部屋部屋は壊れ、つながっている建物全体は放置されている。屋根からは草が生え、村の跡地はイチジクの木とウチワサボテンに囲まれている。跡地周辺の平らな土地には、イスラエル人農家がリンゴを植え、斜面は植林されるか放牧に使われている」。

## ナビー・ユーシュア廟
1994年にイギリス考古学研究所が廟を調査した。中庭を囲む長方形の構造を持ち、南北に延び、北端の門から入ると記された。主要な部屋は中庭の南端であり、ドームを持つ２つの主要な房があり、廟全体で西の房が最も古い。
その他の預言者の墓として伝統的な場としては、トルコのイスタンブールのヨシュアの丘の廟と、ヨルダンのサルト市の近くのスンニ派の廟アンナビー・ユーシュア・ビン・ヌーンがある。そしてイラクのバグダードのナビー・ユーシュア廟がある。

## 註
1. 1 2 3 4 5  Khalidi, 1992, p. 481
2. ↑  van de Velde, 1854, 2 vol, pp.  416-417
3. ↑  Guérin, 1880, p. 362
4. 1 2 3  Asher Kaufman (2006年). “Between Palestine and Lebanon: Seven Sahi'i villages as a case study of boundaries, identities and conflict”. Middle East Journal 60:  pp. 685–706
5. ↑  Conder and Kitchener, 1881, SWP I,  p. 228
6. ↑  Berger, 2015, En-Nabi Yusha‘
7. ↑  Khalid Sindawi (2008年). “Are there any Shi'ite Muslims in Israel?”. Holy Land Studies 2:  pp. 183–199
8. ↑  Biger, 2004, p. 134
9. ↑  Mills, 1932,  p. 109
10. ↑  Government of Palestine, Department of Statistics. Village Statistics, April, 1945. Quoted in Hadawi,  1970, p. 10
11. 1 2  Government of Palestine, Department of Statistics. Village Statistics, April, 1945. Quoted in Hadawi,  1970, p. 70
12. ↑  Government of Palestine, Department of Statistics. Village Statistics, April, 1945. Quoted in Hadawi, 1970,  120
13. ↑  Government of Palestine, Department of Statistics. Village Statistics, April, 1945. Quoted in Hadawi,  1970, p. 170
14. ↑  Morris, 2004, pp.   361-2
15. ↑  Khalidi, 1992, pp. 481-2
16. ↑  Petersen, 2001, pp. 236-8
17. 1 2  Mazar Hazrat Yusha’ bin Noon, on the website of the Islamic Supreme Council of Canada
18. ↑  Tomb of Prophet Yusha' (photo of the tomb; Islamic view on Prophet Yusha'/Joshua)